# Jaxson Stauber
Jaxson Stauber, född 27 april 1999, är en amerikansk professionell ishockeymålvakt som är kontrakterad till Utah Mammoth i National Hockey League (NHL) och spelar för Tucson Roadrunners i American Hockey League (AHL).
Han har tidigare spelat för Chicago Blackhawks och Utah Hockey Club i NHL; Rockford Icehogs i AHL; Minnesota State Mavericks och Providence Friars i National Collegiate Athletic Association (NCAA) samt Sioux Falls Stampede i United States Hockey League (USHL).
Stauber blev aldrig NHL-draftad.
Han är son till Robb Stauber.